# Hideo Ninomiya
Hideo Ninomiya (二宮英雄?, Ninomiya Hideo; 28 novembre 1937) è un ex nuotatore giapponese.

## Carriera
Ha partecipato ai Giochi di Melbourne 1956, gareggiando nei 100m dorso.
Ai Giochi asiatici ha vinto 1 bronzo nell'edizione del 1958.